# NHN문화재단
네이버문화재단은 젊은이들의 꿈이 실현되는 환경을 조성하기 위하여 2010년 5월 10일 설립된 문화체육관광부 소관의 재단법인이다. 사무실은 경기도 성남시 분당구 황새울로360번길 42, 16 (서현동)에 있다.

## 주요 업무
- 책을 통한 지식문화 확산
- 문화 창작 지원 및 채널 지원
- 공익 전시 및 공연 지원
- 창작문화 발전을 위한 조사 연구 등